# Светосавска награда
Светосавска награда је признање за постигнуте изузетне резултате у области образовања  и васпитања, унапређивању образовно-васпитне праксе и развоју научних и уметничких достигнућа у области образовања и васпитања у Републици Србији.

## Светосавска награда
Министар просвете, науке и технолошког развоја упућује јавни позив свим заинтересованим образовно-васпитним установама, струковним удружењима, заједницама школа, универзитетима, научно-истраживачким установама, другим правним, као и физичким лицима да предложе кандидате за доделу Светосавске награде.
Светосавска награда се састоји од Светосавске повеље и новчане награде.
Светосавска награда додељује се традиционално 27. јануара на дан Светог Саве.
Јавни позив је отворен до 20. децембра, према саопштењу министарства.

### Додељивање Светосавске награде
Право да буду предложени за доделу Светосавске награде имају:
- ученици основних и средњих школа
- студенти свих нивоа студија
- запослени у предшколским установама, основним и средњим школама, школама са домом ученика и високошколским установама
- установе (предшколске, основне и средње школе, школе са домом ученика, високошколске установе, установе ученичког и студентског стандарда, научно-истраживачке установе)
- стручна друштва и заједнице школа
- аутори стручних и научних дела из области образовања и васпитања
- остали појединци и институције које учествују у формалном и неформалном образовању и својим ангажовањем доприносе развоју образовања и васпитања (новинари, медији, привредна друштва, издавачке организације, фондови, задужбине и други)

Предлог за доделу Светосавске награде треба да садржи: образложен предлог за доделу награде на српском језику, у штампаној форми (до 2 стране), документацију којом се доказују наводи из предлога, професионалну биографију за физичка лица.

### Критеријуми за доделу Светосавске награде
Критеријуми за ученике основних и средњих школа су:
- Постигнућа у стицању знања, умења и вештина
- Успех на републичким и међународним такмичењима, на међународним конкурсима у области науке и уметности
- Допринос позитивној атмосфери у школи, неговање хармоничних односа између вршњака, наставника и осталих запослених у школи
- Ангажовање у наставним и ваннаставним активностима

Критеријуми за студенте свих нивоа студија:
- Успешно учешће у научно - истраживачком раду или уметничком раду или пројекту
- Учествовање у активностима, пројектима и програмима које доприносе унапређивању рада високошколске установе
- Учешће у пројектима у сарадњи са организацијама и институцијама из области привреде, спорта, културе, здравља и других.
- Средња оцена током досадашњих студија
- Посебно залагање у организацији и реализацији активности на спречавању ширења и сузбијања заразне болести COVID-19, у локалној заједници

Критеријуми за запослене у установама (предшколским установама, основним  и  средњим школама,  школама са домом ученика, високошколским установама и научно-истраживачким установама) су:
- Изузетно залагање и значајна постигнућа у раду са децом, ученицима, односно студентима
- Учествовање у развијању и јавном представљању примера добре праксе/пројеката
- Успешна примена савремених достигнућа, метода и технологија у образовно-васпитном, односно образовно-научном и научно-истраживачком раду
- Допринос унапређивању квалитета рада установе у свим сегментима, односно прописаним областима стандарда квалитета
- Развијање позитивне атмосфере у установи и допринос њеном угледу у домаћим и међународним оквирима
- Број и квалитет стручних и научних радова објављених у часописима
- Допринос унапређивању квалитета образовно-васпитног рада кроз организацију наставе и других ваннаставних активности путем учења на даљину
- Посебно залагање и додатно радно ангажовање у активностима на спречавању ширења и сузбијања заразне болести COVID-19, у локалној заједници

Критеријуми за установе(предшколске установе, основне и средње школе, школе са домом ученика, високошколске установе, установе ученичког и студентског стандарда и научно-истраживачке установе) су:
- Успешно планирање и програмирање васпитног, односно наставног процеса
- Учешће установа и запослених у програмима и пројектима са значајним оствареним резултатима
- Квалитет наставе, учења и васпитног рада, односно обезбеђивање свих услова за успешно укључивање детета/ученика/студента у редован васпитно-образован, образовно-васпитни, односно образовно-научни и научно – истраживачки процес и допринос његовом осамостаљивању у савлађивању знања и стицању умења
- Континуирано и узорно ангажовање на осигурању безбедности деце, ученика, студената и свих запослених у установи
- Развијање позитивне атмосфере, подстицајне за учење и неговање сарадничких односа у установи
- Руковођење, организација и квалитет установе на основу резултата праћења и вредновања рада
- Установе које су у претходној години оставариле напредак у повећању компетенција наставника
- Примери добре праксе у установама са инклузивним образовањем
- Установе које су имале успешну међународну сарадњу ученика и наставника
- Установе које су оствариле партнерство са родитељима - примери добре праксе
- Обухват ученичке и студентске популације у осмишљавању и реализацији културних садржаја
- Допринос унапређивању квалитета образовно-васпитног рада кроз организацију наставе и других ваннаставних активности путем учења на даљину
- Посебно залагање и додатно радно ангажовање у активностима на спречавању ширења и сузбијања заразне болести COVID-19, у локалној заједници

Критеријуми за стручна друштва и заједнице школа:
- Допринос унапређењу  образовања и васпитања
- Допринос повећању компетенција запослених у образовању
- Допринос унапређивању квалитета организације такмичења и смотри ученика основних и средњих школа
- Учешће у домаћим и међународним пројектима у образовању
- Допринос унапређивању квалитета образовно-васпитног рада кроз организацију наставе и других ваннаставних активности путем учења на даљину
- Посебно залагање и додатно радно ангажовање у активностима на спречавању ширења и сузбијања заразне болести COVID-19, у локалној заједници

Критеријуми за ауторе стручних и научних дела у области образовања и васпитања су:
- Квалитет стручног/научног рада
- Цитираност стручног/научног рада
- Применљивост стручног/научног рада у образовно-васпитном систему Републике Србије

Критеријуми за остале појединце и институције (новинаре, медије, привредна друштва, издавачке организације, фондове, задужбине и друго) су:
- Афирмацији образовања на свим  нивоима
- Допринос формалном и неформалном образовању
- Допринос повећању улагања у образовање
- Смањењу броја неписмених и функционално неписмених
- Неговању српског језика, историје, културе и обичаја у дијаспори
- Стипендирању или другом подстицају посебно надарених ученика и студената
- Допринос унапређивању квалитета образовно-васпитног рада кроз организацију наставе и других ваннаставних активности путем учења на даљину
- Посебно залагање и додатно радно ангажовање у активностима на спречавању ширења и сузбијања заразне болести COVID-19, у локалној заједници[5]